# Rozdymka walentynka
Rozdymka walentynka, ostronos walentynek (Canthigaster valentini) – gatunek morskiej ryby rozdymkokształtnej z rodziny rozdymkowatych (Tetraodontidae).

## Występowanie
Zasiedla rafy Oceanu Spokojnego i Indyjskiego. Spotykana na głębokości do 55 m. 

## Charakterystyka
Ma szaroniebieską głowę i biały tułów pokryty szaroniebieskimi plamkami, na grzbiecie cztery czarne pasy. Osiąga do 11 cm długości. 
Ryba terytorialna. Żywi się głównie glonami i osłonicami. Zjada także koralowce, mszywioły, wieloszczety, szkarłupnie i mięczaki.
Mięso rozdymki walentynki jest trujące.